# Petite Iliade
La Petite Iliade (en grec ancien  / Iliàs mikrá, en latin Ilias parva) est une épopée perdue de la Grèce antique. La tradition l'attribue à Leschès de Pyrrha, mais les Anciens citaient également un auteur lacédémonien nommé Cinéthon, ou même Homère.
Elle faisait partie du Cycle troyen, un ensemble d'œuvres qui retraçaient l'histoire de la guerre de Troie. La Petite Iliade suivait chronologiquement l’Éthiopide et précédait Le Sac de Troie.

## Datation
La Petite Iliade a probablement été composée dans la seconde moitié du VIIe siècle av. J.-C., mais cette date reste incertaine. Les Anciens faisaient de Leschès un auteur du VIIe siècle, cependant ils avaient toujours tendance à « exagérer »[réf. souhaitée] l'ancienneté des hommes de la période archaïque (parfois de plusieurs siècles).

## Composition
Le poème est divisé en quatre livres écrits en hexamètres dactyliques.
La Petite Iliade est une des épopées cycliques les mieux connues : près de trente lignes du texte original ont survécu. D'après Aristote, elle narrait les événements compris entre la mort d'Achille et la chute de Troie. Proclos, dans sa Chrestomathie, fait s'arrêter le récit à l'introduction du cheval de Troie dans la ville. Cependant, de nombreuses citations de Pausanias sur la dernière des quatre parties de l'épopée, qu'il intitule Le Sac de Troie (Ἰλίου Πέρσις / Ilíou Pérsis, comme l'épisode cyclique qui suit), ainsi qu'un fragment substantiel du poème qui décrit comment Néoptolème capture Andromaque, la femme d'Hector, et tue son fils Astyanax en le jetant du haut des remparts de Troie, laissent penser que la prise de la ville était aussi (en partie) rapportée. Aristote divise l'ouvrage en 8 tragédies principales, qui consistent en 10 épisodes tragiques :
- Le Choix des armes ;
- Philoctète ;
- Néoptolème ;
- Eurypyle ;
- Ulysse mendiant ;
- Les Lacédémoniennes ;
- Le Sac de Troie ;
- Le Retour de l'escadre ;
- Sinon ;
- Les Troyennes.

## Contenu du poème

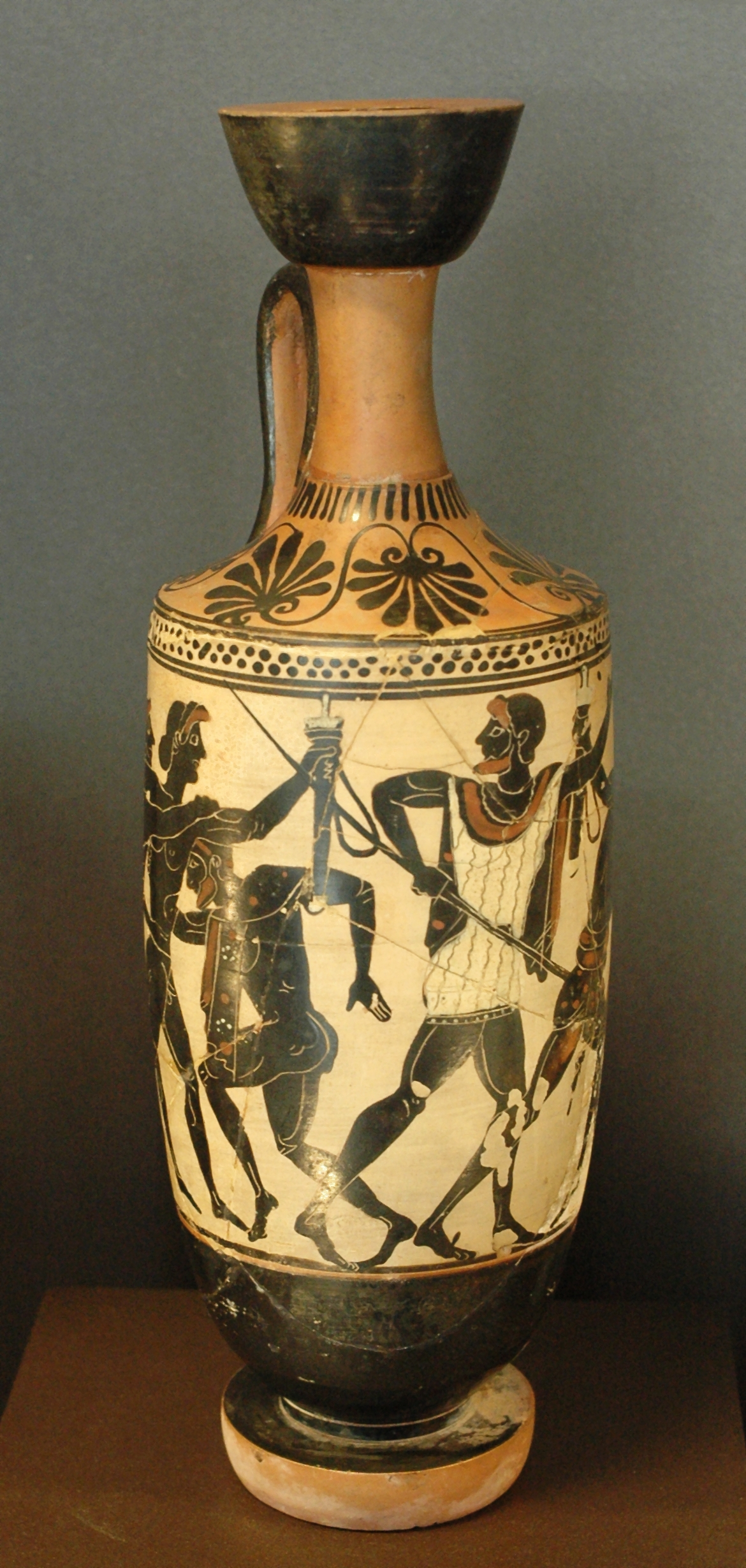
Lécythe attique à fond blanc représentant peut-être le combat d'Ajax le grand et d'Ulysse pour les armes d'Achille, Érétrie,

Le poème débute sur le jugement des armes d'Achille, qui doivent récompenser le plus grand des héros grec : Ulysse et Ajax le grand, qui ont tous deux protégé le corps d'Achille au combat, se les disputent. Les armes sont finalement attribuées à Ulysse et Ajax est pris d'une crise de démence ; par la suite, il préfère se suicider pour éviter le déshonneur.
Ulysse capture le devin troyen Hélénos, qui révèle les conditions nécessaires à la prise de Troie par les Grecs. Afin de satisfaire l'oracle, Ulysse et Diomède se rendent à Lemnos pour en ramener Philoctète, qui prend ensuite part au combat et tue Pâris ; Hélène se marie alors avec Déiphobe. Ulysse ramène aussi le fils d'Achille, Néoptolème, à Troie : il lui donne l'armure de son père, et le fantôme d'Achille lui apparaît. Lors d'un combat, Néoptolème tue Eurypyle, allié troyen qui dominait le champ de bataille. Ulysse pénètre également dans Troie déguisé en mendiant : Hélène le reconnaît mais garde le secret ; il dérobe le Palladion et revient dans le camp grec, tuant plusieurs Troyens.
L'un des épisodes de la Petite Iliade relate qu'Ulysse et Ajax le Télamonide envoyèrent des espions pour écouter lequel des deux avait fait le plus de tort à la ville de Troie, afin de décider de qui remporterait les armes d'Achille.
Selon l’Éthiopide d'Arctinos de Milet, les armes furent finalement attribuées selon la décision des captives troyennes ; Ajax n'obtint pas les armes et se suicida. Sur l'initiative de la déesse Athéna, le Grec Épéios construit un cheval de bois creux, dans lequel les Grecs mettent leurs meilleurs combattants et qu'ils abandonnent devant Troie, brûlant leur camp et embarquant pour l'île voisine de Ténédos. Les Troyens, croyant que les Grecs sont partis pour de bon, percent une brèche dans les remparts de la ville, y font entrer le cheval et fêtent leur victoire apparente.
Le récit s'achève ici pour se poursuivre dans Le Sac de Troie, si l'on suit le résumé de Proclos.